# Proserpinaster
Genre
Proserpinaster est un genre d'étoiles de mer de la famille des Astropectinidae.

## Liste d'espèces
Selon World Register of Marine Species (11 février 2021) :
- Proserpinaster anchistus (Fisher, 1913)
- Proserpinaster euryactis (Fisher, 1913)
- Proserpinaster luzonicus (Fisher, 1913)
- Proserpinaster neozelanicus (Mortensen, 1925)